# Bar Rafel
El Bar Rafel és una obra de Blanes (Selva) protegida com a Bé Cultural d'Interès Local.

## Descripció
L'edifici té tres façanes: la del carrer del Raval, la de la plaça de la Verge Maria i la del carrer dels Mercaders. A la planta baixa trobem una porxada de pilars de pedra i arcs de mig punt que afecten les tres façanes. La façana de la plaça Verge Maria es compon per tres eixos que coincideixen amb els arcs inferiors i ordenen la resta d'obertures. El balcó del primer pis és tot seguit, mentre que al segon pis són individuals i reculats. La part baixa de l'immoble conforma un sòcol amb un tractament diferent respecte de les plantes superiors.
El sistema constructiu és el tradicional de murs de càrrega. Els balcons són de llosana i de permòdols de ferro. Les baranes són de forja.
Aquesta casa amb porxos conserva els taulells per vendre el peix que van ser construïts l'any 1901. A principis del segle XXI hi ha la terrassa d'un bar.